# Thulani Hlatshwayo
Thulani Hlatswayo (Soweto, Sudáfrica; 18 de diciembre de 1989) es un futbolista de Sudáfrica que juega en la posición de defensa central y que actualmente milita en el SuperSport United de la Premier Soccer League.

## Carrera

### Club
| Periodo   | Club              |
| --------- | ----------------- |
| 2009-2014 | Ajax Cape Town FC |
| 2014–2020 | Bidvest Wits      |
| 2020–2022 | Orlando Pirates   |
| 2022-     | Supersport United |

### Selección nacional
A nivel de selecciones menores jugó en la Copa Mundial de Fútbol Sub-20 de 2009 en Egipto en la derrota ante los eventuales campeones Ghana por 1-2.
Debutó con Sudáfrica el 13 de julio de 2013 y luego fue convocado para jugar en la Copa Africana de Naciones 2015 donde anotó un autogol en la derrota por 1-3 ante Argelia, el cual fue el único autogol del torneo. El 13 de octubre de 2018 anotó un gol en la victoria por 6–0 sobre Seychelles en la clasificación para la Copa Africana de Naciones de 2019.
Jugó 54 partidos internacionales y anotó tres goles hasta su retiro internacional el 28 de marzo de 2021.
| #             | Fecha      | Sede                                            | Rival       | Marcador | Resultado | Torneo                                                  |
| ------------- | ---------- | ----------------------------------------------- | ----------- | -------- | --------- | ------------------------------------------------------- |
| 1.            | 14-1-2015  | Stade Omar Bongo, Libreville, Gabón             | Malí        | 1–0      | 3–0       | Amistoso                                                |
| 2.            | 25-3-2015  | Somhlolo National Stadium, Lobamba, Suazilandia | Suazilandia | 1–0      | 3–1       | Amistoso                                                |
| [ n 1 ] [ 6 ] | 12-11-2016 | Peter Mokaba Stadium, Polokwane, Sudáfrica      | Senegal     | 1–0      | 2–1       | Clasificación para la Copa Mundial de Fútbol de 2018    |
| 3.            | 13-10-2018 | FNB Stadium, Johannesburg, Sudáfrica            | Seychelles  | 2–0      | 6–0       | Clasificación para la Copa Africana de Naciones de 2019 |

## Logros
- Premier Soccer League (1): 2016/17
- Telkom Knockout (1): 2017
- MTN 8 (2): 2017, 2020